# Sèrie 103 de Renfe
La Serie 103 de Renfe és un dels trens més avançats del món i el més ràpid sobre rails referit a velocitat comercial, encara que el futur AGV de Alstom també assolirà, com aquest, els 350 km/h de velocitat comercial màxima. És un tren amb tracció distribuïda, el que significa que té bogies amb tracció repartits per tot el tren, d'aquesta manera s'aconsegueix un millor aprofitament de l'espai del tren en no tenir dos 2 caps tractors com les sèries 100 o 102, millor aprofitament de l'energia i major acceleració.
Aquesta sèrie fabricada per Siemens AG és germana del Velaro, de fet la seva denominació per a Siemens és Velaro E, ja que és igual en el disseny però amb característiques especials sol·licitades per Renfe com un funcionament en un interval de temperatures major i una major potència, 8.800 kW per a poder recórrer els 600 km que separen Barcelona i Madrid per la LAV Madrid-Barcelona en 2h30m.
El tren són realment dos semitrens idèntics de 4 cotxes units de manera permanent, la seva capacitat és de 404 passatgers dividits en 3 classes, però al poder circular 2 unitats acoblades en comandament múltiple es pot assolir una capacitat de 808 passatgers. Als cotxes extrems hi ha unes mampares fototròpiques que permeten als passatgers tenir la mateixa visió que els maquinistes, aquestes mampares es poden fer més o menys opaques utilitzant tensió elèctrica, d'aquesta manera, s'evita que els passatgers molestin al maquinista.
En total Renfe Operadora va sol·licitar un total de 26 unitats d'aquesta sèrie, en dues comandes. Durant les proves d'homologació una unitat sense modificacions va assolir el rècord de velocitat actual a Espanya assolint els 404 km/h.